# Maria Collazo
María Collazo (6 de março de 1884 – 22 de março de 1942) foi uma educadora e jornalista anarquista uruguaia. Ela atuou em Buenos Aires até ser repatriada para o Uruguai em 1907.

## Biografia
Collazo nasceu em Montevidéu em 1884. Seus pais eram imigrantes de origem galega.
Em Buenos Aires em 1906 Collazo, Juana Rouco, Teresa Capolaretti e Virginia Bolten criaram o Centro Femenino Anarquista.
Em 1907 foi expulsa da Argentina e voltou para o Uruguai.
Em 1909, Collazo juntou-se ao apoio a Francesc Ferrer i Guàrdia, um anarquista que foi executado após um julgamento encenado em que foi considerado culpado de criar uma semana de protesto. Ela, com Juana Rouco e Virginia Bolten, fundou o jornal Nueva Senda. O jornal durou apenas até o ano seguinte. O jornal tratava do fato de as mulheres parecerem tão "inconscientes dos seus direitos."
Em 1º de março de 1911, o presidente José Batlle y Ordóñez retornou para um segundo mandato como presidente. Em abril de 1911, foi formada a Associação das Mulheres de Emancipação, que era uma associação anticlerical pelos direitos das mulheres. Esta era uma organização radical que embora não acreditasse na violência, defendia a desobediência civil. Collazo e Virginia Bolten lideraram a discussão dentro da organização quando esta se recusou a unir forças com a Seção Uruguaia da Federação Pan-Americana iniciada por María Abella de Ramírez. Posteriormente, fundou a Emancipación, que pretendia unir forças com grupos masculinos para avançar os seus objetivos, incluindo a melhoria da educação das mulheres e o ativismo anticlerical.
Em 1923 foi uma das fundadoras do Sindicato Uruguaio ( Union Syndicale Uruguayenne, USU,) cisão da então hegemônica Federación Obrera Regional Uruguaya (FORU).

### Vida pessoal
Casou-se com Pedreira, charuteiro, em 1902 e teve cinco filhos: Vênus, Leda, Spartacus, Themis e Hebe. Pedreira faleceu em 1908, e Collazo teve um novo relacionamento e uma sexta filha, Aurora.